# ホンダ・CB650
CB650（シービーろっぴゃくごじゅう）は、本田技研工業が1979年に発売した、排気量が650ccクラスのオートバイである。1979年1月にドリームCB550FOUR-Kがフルモデルチェンジする際に排気量拡大を行い車名も変更したモデルである。前モデル同様にダブルクレードルフレームに空冷4ストローク2バルブSOHC4気筒エンジンを搭載。ペットネームのドリームやFOURは廃した。
派生車種もふくめて日本国内のみならず欧州・北米にも輸出された。1985年までに生産終了した。

## モデル一覧
本項では日本国内向けモデルについて解説を行う。

### CB650

CB650
輸出仕様車

1979年1月17日発表、同月18日発売。型式名RC03。
上述したようにドリームCB550FOUR-Kのフルモデルチェンジ車であり以下の変更が実施された。
- 搭載エンジンをCB550FE型からRC03E型に変更。
  - 内径x行程：58.5x50.6 → 59.8x55.8（mm）
  - 排気量：544 → 626（cc）
  - 最高出力：50ps/8,500rpm → 53ps/8,500rpm
  - 最大トルク：4.4kg-m/7,500rpm → 4.6kg-m/7,500rpm
- 点火方式はフルトランジスタ式を採用。
- ホイールはメインテナンスフリーの観点から独自の組み立て式総アルミ製コムスターホイール[注 1]を装着し、タイヤのチューブレス化を実施。
- マフラーは4into2の左右2本出しメガホンタイプを装着。
- 板バネとオリフィスだけでコントロールしていたリヤサスペンションの減衰力をさらにコイルスプリングとチェックバルブを設けることによりスピードに応じた可変的な減衰力特性をもたせたFVQダンパー[2]へ変更。

生産目標は月産4,000台でそのうち国内向けは200台と設定されたほか、都道府県警察向けに白バイ仕様へ一部変更したCB650Pの製造納入実績がある。

### CB650カスタム

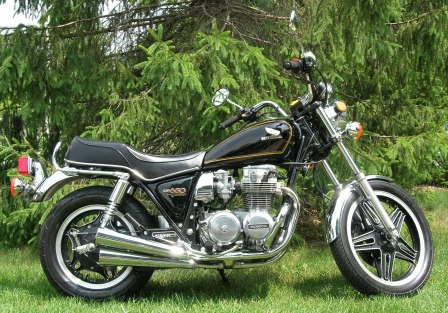
CB650カスタム
輸出仕様車

1980年2月27日発表、3月1日発売。型式名RC05。
当時流行したアメリカンタイプ仕様でフレームを新規に設計しなおしたことから型式こそ別となるが、搭載されるエンジンはCB650と同じRC03E型でスペックも一致する。このほかマフラーが4本出しタイプに変更された。
1981年3月18日発表、同月19日発売で以下のマイナーチェンジを実施。
- ヘッドライトをハロゲンランプ化
- フロントサスペンションをセミエアサス化
- キャブレター変更による燃費向上
- キックスターターを廃止
- メーター照明を透過式に変更
- 前輪ディスクブレーキキャリパーをデュアルピストン化
- ボディカラーをツートン化

### CB650LC
1982年1月14日発表、同月15日発売。車名のLCはLuxury Custom（ラグジュアリーカスタム）の略である。
上述2車を統合する形で実施されたモデルチェンジで北米向け輸出モデルとなったRC08型CB650SC(NIGHT HAWK 650)とほぼ同様のボディを採用する日本国内仕様である。
- 北米仕様は新たに排気量656ccのDOHCエンジンを搭載するのに対して、本モデルはCB650カスタムからキャリーオーバーのRC03E型エンジンとしたほか[注 2]、フレームも踏襲したため型式は引き続きRC05型とされた。

上述2車からの大きな変更点はエンジンの黒塗装化ならびに前輪ディスクブレーキのダブル化が実施された。

## 諸元
| 車名                   | CB650                                | CB650カスタム                        | CB650カスタム                        | CB650LC                              |
| 型式                   | RC03                                 | RC05                                 | RC05                                 | RC05                                 |
| モデルイヤー           | 1979                                 | 1980                                 | 1981                                 | 1982                                 |
| 全長（m）              | 2.140                                | 2.215                                | 2.215                                | 2.210                                |
| 全幅（m）              | 0,855                                | 0.870                                | 0.870                                | 0.860                                |
| 全高（m）              | 1.170                                | 1.160                                | 1.190                                | 1.150                                |
| 最低地上高（m）        | 0.165                                | 0.155                                | 0.155                                | 0.145                                |
| ホイールベース（m）    | 1.430                                | 1.490                                | 1.490                                | 1.490                                |
| 車両重量（kg）         | 213                                  | 215                                  | 214                                  | 217                                  |
| 60㎞/h定地走行燃費     | 34km/L                               | 34km/L                               | 36km/L                               | 36km/L                               |
| 最低回転半径（m）      | 2.4                                  | 2.8                                  | 2.8                                  | 2.7                                  |
| 原動機型式名           | RC03E                                | RC03E                                | RC03E                                | RC03E                                |
| エンジン型式           | 空冷4ストローク2バルブSOHC4気筒      | 空冷4ストローク2バルブSOHC4気筒      | 空冷4ストローク2バルブSOHC4気筒      | 空冷4ストローク2バルブSOHC4気筒      |
| 総排気量               | 626cc                                | 626cc                                | 626cc                                | 626cc                                |
| 内径x行程（mm）        | 59.8x55.8                            | 59.8x55.8                            | 59.8x55.8                            | 59.8x55.8                            |
| 圧縮比                 | 9.0                                  | 9.0                                  | 9.0                                  | 9.0                                  |
| キャブレター           | PW24x4基                             | PW24x4基                             | VB52x4基                             | VB52x4基                             |
| 最高出力               | 53ps/8,500rpm                        | 53ps/8,500rpm                        | 53ps/8,500rpm                        | 53ps/8,500rpm                        |
| 最大トルク             | 4.6kg-m/7,500rpm                     | 4.6kg-m/7,500rpm                     | 4.6kg-m/7,500rpm                     | 4.6kg-m/7,500rpm                     |
| 始動方式               | セル・キック併用式                   | セル・キック併用式                   | セルフスターター                     | セルフスターター                     |
| 潤滑方式               | ウエットサンプ圧送式飛沫式併用       | ウエットサンプ圧送式飛沫式併用       | ウエットサンプ圧送式飛沫式併用       | ウエットサンプ圧送式飛沫式併用       |
| 潤滑油容量             | 3.5L                                 | 3.5L                                 | 3.5L                                 | 3.5L                                 |
| 燃料タンク容量         | 18L                                  | 13L                                  | 13L                                  | 13L                                  |
| クラッチ               | 湿式多板コイルスプリング             | 湿式多板コイルスプリング             | 湿式多板コイルスプリング             | 湿式多板コイルスプリング             |
| 変速方式               | 左足動式リターン5速                  | 左足動式リターン5速                  | 左足動式リターン5速                  | 左足動式リターン5速                  |
| フレーム形式           | ダブルグレードル式                   | ダブルグレードル式                   | ダブルグレードル式                   | ダブルグレードル式                   |
| フロントサスペンション | テレスコピック                       | テレスコピック                       | テレスコピック（セミエア）           | テレスコピック（セミエア）           |
| リヤサスペンション     | スイングアーム（FVQダンパー）        | スイングアーム（FVQダンパー）        | スイングアーム（FVQダンパー）        | スイングアーム（FVQダンパー）        |
| キャスター             | 27°30'                               | 27°20'                               | 27°20'                               | 27°20'                               |
| トレール               | 105.00㎜                             | 107.0mm                              | 107.0mm                              | 107.0mm                              |
| タイヤ（前）           | 3.25S-19-4PR                         | 3.25S-19-4PR                         | 3.25S-19-4PR                         | 3.25S-19-4PR                         |
| タイヤ（後）           | 3.75S-18-4PR                         | 130/90-16-67S                        | 130/90-16-67S                        | 130/90-16-67S                        |
| ブレーキ（前）         | 油圧式シングルディスク               | 油圧式シングルディスク               | 油圧式シングルディスク               | 油圧式ダブルディスク                 |
| ブレーキ（後）         | ロット式リーディング・トレーディング | ロット式リーディング・トレーディング | ロット式リーディング・トレーディング | ロット式リーディング・トレーディング |
| 標準現金価格           | \435,000                             | \455,000                             | \480,000                             | \518,000                             |
| ---------------------- | ------------------------------------ | ------------------------------------ | ------------------------------------ | ------------------------------------ |